# Rhodesisches Pfund
Das Rhodesische Pfund war von 1964 bis 1965 die Währung von Südrhodesien, einer britischen Kronkolonie, und von 1965 bis 1970 die Währung des Staates Rhodesien, des heutigen Simbabwes. Sie war in 20 shilling (s) à 12 pence (d) unterteilt. Es wurden Scheine mit dem Nennwert 20s, £1 und £5 ausgegeben, dazu Münzen zu 3d, 6d, 1s, 2s und 2½s. Hinzu kamen Sonderprägungen in Gold (916er) zu den Nominalwerten 10s, 1£ und 5£.
Der Name „Rhodesisches Pfund“ wurde mitunter bereits für auf dem Gebiet des späteren Rhodesiens im Umlauf befindliche Vorgängerwährungen  verwendet.

## Geschichte
Nach der Auflösung der Föderation von Rhodesien und Njassaland Ende 1963 verabschiedete das Parlament von Südrhodesien am 16. November 1964 den Reserve Bank of Rhodesia Act zur Gründung einer Zentralbank, der Reserve Bank of Rhodesia. Infolge des Gesetzes wurde das Rhodesien-und-Njassaland-Pfund al pari durch das Rhodesische Pfund ersetzt.
Zu dieser Zeit änderte Südrhodesien seinen Namen zu Rhodesien und erklärte sich unter Ian Smith und seiner Partei, der Rhodesian Front, als einseitig unabhängig.
Der damalige britische Premierminister Harold Wilson erklärte das Rhodesische Pfund 1965, als Reaktion auf die Unabhängigkeitserklärung, zu einer Währung ohne Gewähr der Bank of England. Damit schloss er es aus dem Sterling-Gebiet aus. Zudem wurde das gesamte Direktorium der Rhodesischen Zentralbank entlassen und ihr Sitz nach London verlegt.
Im Jahr 1970 wurde es im Zuge der Dezimalisierung zum Umtauschkurs $2 zu £1 vom Rhodesischen Dollar abgelöst. Im Laufe der Jahre 1980 und 1981 wurde dann der Rhodesische Dollar im Verhältnis von 1:1 durch den Simbabwe-Dollar ausgetauscht.